# Marco Antonio Natera-Mumaw
Marco Antonio Natera Mumaw (1972-2010) fue un herpetólogo venezolano dedicado al estudio de las serpientes de Venezuela. Su interés por los ofidios comenzó a temprana edad. 
Desde 1988 participó como fundador y miembro activo del grupo de “Operaciones Rescates Ofídicos” (ORO), con sede en Valencia, estado Carabobo, y de la Asociación Venezolana de Herpetologia AVH Venezuela. Entre 1993 y 2007 fue miembro Activo de la Asociación para la Investigación, Divulgación y Conservación de la Fauna Silvestre (ASOFAUNA) de la Universidad Nacional Experimental Rómulo Gallegos (UNERG). Cursó estudios de educación superior en la UNERG, en la ciudad de San Juan de los Morros (estado Guárico, Venezuela) de donde egresó como Ingeniero Agrónomo en el año 2000. Desde 2002 se desempeñó como docente de la asignatura de Zoología en la UNERG y simultáneamente como coordinador del Museo de Vertebrados (cuya colección de herpetología fundó en 1992) del Centro de Estudios del Llano de la Universidad Rómulo Gallegos (CELLUNERG).
En su corta pero prolífica carrera publicó una veintena de artículos científicos sobre historia natural, distribución geográfica, taxonomía y sistemática de reptiles (con énfasis en serpientes) entre los que se cuentan la descripción de tres especies nuevas para la ciencia: dos serpientes y una lagartija (dos de estas fueron publicadas luego de su muerte). Su contribución científica más importante, el "Atlas serpientes de Venezuela: una visión actual de su diversidad" fue concluida por sus coautores varios años después de la desaparición física de Marco. Además de su desempeño como herpetólogo, Marco era aficionado por la música y destacaba en la ejecución de la guitarra y el cuatro.

## Taxones descritos
- Epictia hobartsmithi Esqueda, Schlüter, Machado, Castelaín & Natera-Mumaw, 2015
- Erythrolamprus dorsocorallinus (Esqueda, Natera, La Marca & Ilija-Fistar, 2007)
- Gonatodes astralis Schargel, Rivas, Makowsky, Señaris, Natera, Barros, Molina & Barrio-Amorós, 2010

## Abreviatura (zoología)
La abreviatura Natera-Mumaw  se emplea para indicar a Marco Antonio Natera-Mumaw como autoridad en la descripción y taxonomía en zoología.

## Epónimos
- Gymnophthalmus marconaterai García-Pérez & Schargel, 2017

## Publicaciones
1997
- Manzanilla, J. & M. Natera-Mumaw 1997.  Geographic Distribution: Serpentes: Kentropix striata. Herpetological Review 29: 50.

1999
- Manzanilla P., J., Mijares-Urrutia, A., Rivero, R. & Natera-Mumaw, M. 1999. Primer registro de Enulius flavitorques (Cope, 1871) (Serpentes: Colubridae) en Venezuela. Caribbean Journal of Science 35(1-2): 150-151.

2000
- Natera-Mumaw, M. & Manzanilla Puppo, J. 2000. Nuevos registros geográficos y notas bioecológicas de Philodryas olfersii (Lichtenstein, 1823) (Serpentes: Colubridae) en Venezuela. Memoria de la Fundación Las Salle de Ciencias Naturales 153: 51-59.

2001
- Esqueda, L.F., La Marca, E., Natera-Mumaw, M. & Battiston, P.. 2001. Noteworthy reptilian state records and a lizard species new to the herpetofauna of Venezuela. Herpetological  32(3): 198-200.

2003
- Manzanilla, J. & Natera-Mumaw, M. 2003. Geographic Distribution: Serpentes: Porthidium lansbergii. Herpetological Review 34(4): 389.

2005
- Natera-Mumaw, M. 2005. Tres falsas corales de Venezuela: belleza, mimetismo y misterio. Natura 126: 21-25.
- Natera-Mumaw, M., Almeida, F. & Pérez, E. 2005. Reportes recientes de accidentes ofídicos en la región noroccidental del Estado Guárico, Venezuela. Herpetotropicos 2(1): 43-46.

2007
- Esqueda, L.F., Natera-Mumaw, M., La Marca, E. & Ilija-Fistar, M. 2007 "2005". Nueva especie de serpiente (Reptilia: Colubridae: Liophis) de un bosque tropical relictual en el Estado Barinas, Venezuela. Herpetotropicos 2(2): 97-103.
- Natera-Mumaw, M., Acosta, J.C., Battiston, P. & Hidalgo, O. 2007 "2006". Distribution extension and new state record for Micrurus lemniscatus diutius Burger, 1955 (Reptilia: Elapidae) in Venezuela. Herpetotropicos 3(1): 59.
- Natera-Mumaw, M., Gutiérrez, S., Hidalgo, O. & Battiston, P. (“2006”)2007. New local and regional records for Liophis poecilogyrus schotti (Schlegel, 1837) in Venezuela. Herpetotropicos 3(1): 60.

2008
- Rojas-Runjaic, F.J.M., Natera, M. &  Infante-Rivero, E.E. 2008. Reptilia, Squamata, Colubridae, Urotheca fulviceps: Distribution extension. Check List 4(4): 431–433. doi 10.15560/4.4.431
- Esqueda, L.F., Natera-Mumaw, M., Bazó, S. & La Marca, E. 2008. Ecogeographical notes on a rare species of false coral snake Oxyrhopus doliatus Duméril, Bibron & Duméril, 1854. Herpetological Bulletin 104: 36-38.
- Natera-Mumaw, M. & Battiston, P. 2008. Nuevos registros de distribución geográfica con notas bioecológicas sobre Dipsas indica Laurenti, 1768 (Serpentes: Colubridae) en Venezuela. Herpetotropicos 4(1): 3-5.
- Natera-Mumaw, M. 2008. Nuevos registros geográficos y notas bioecológicas de Dendrophidion dendrophis (Schlegel, 1837) y Dendrophidion nuchale (Peters, 1863) (Serpentes: Colubridae) en Venezuela, con comentarios sobre la taxonomía de Dendrophidion nuchale. Herpetotropicos 4(1): 11-16.
- Lotzkat, S., Natera-Mumaw, M., Hertz, A., Sunyer, J. & Mora, D. 2008. New state records of Dipsas variegata (Dúmeril, Bibron and Dúmeril, 1854) (Serpentes: Colubridae) from Northern Venezuela, with comments on natural history. Herpetotropicos 4(1): 25-29.
- Infante-Rivero, E., Natera-Mumaw, M. & Marcano, A. 2008. Extension of the distribution of Eunectes murinus (Linnaeus, 1758) and Helicops angulatus (Linnaeus, 1758) in Venezuela, with notes on ophiophagia. Herpetotropicos 4(1): 39.
- Natera-Mumaw, M., Diasparra, J.P. Novoa, J. & Jiménez, D. 2008. Defensive behavior in Philodryas viridissima (Linnaeus, 1758). Herpetotropicos 4(1): 40.
- Kornacker, P. & Natera-Mumaw, M. 2008. Feldherpetologische Daten zu einigen Amphibien-und Reptilienarten im Wolkenwald des “Parque Nacional Henri Pittier”, Rancho Grande, Venezuela. Sauria 30(3): 21-37.

2009
- Rojas-Runjaic, F.J.M., Rivas, G.A. & Natera-Mumaw, M. 2009. Hemidactylus palaichthus (Spiny House Gecko). Egg Aggregation. Herpetological Review, 40(1): 86–87.
- Natera-Mumaw, M., Rojas-Runjaic, F.J.M. & Rivas, G.A. 2009. Kentropyx striata (NCN) and Leposoma hexalepis (Six-scaled tegu). Interespeciphic Interaction. Herpetological Review 40(4): 438–439.
- Esqueda, L.F., Natera-Mumaw, M. & La Marca, E. 2009. First record of Salamander predation by Liophis (Wagler, 1830) snake in the Venezuelan Andes. Acta Herpetologica 4(2): 53-57.

2010
- Schargel, W.E., Rivas, G.A., Makowsky, R., Señaris, J.C., Natera-Mumaw, M.A., Barros, T.R., Molina, C.R. & Barrio-Amorós, C.L.. 2010. Phylogenetic systematics of the genus Gonatodes (Squamata: Sphaerodactylidae) in the Guayana region, with description of a new species from Venezuela. Systematics and Biodiversity 8(3): 321-339.

2015
- Natera-Mumaw, M., Esqueda, L.F. & Castelaín, M. (eds). 2015. Atlas serpientes de Venezuela: una visión actual de su diversidad. Fundación Biogeos, Asociación Venezolana de Herpetologia, Fundación Ecológica sin Fronteras y Serpentario.com. Venezuela.
- Esqueda, L.F., Schlüter, A., Machado, C., Castelaín, M. & Natera-Mumaw, M. 2015. Una nueva especie de cieguita o serpiente de gusano (Serpentes: Leptotyphlopidae: Epictia) nativa del Tepui Guaiquinima, Provincia Pantepui en el escudo de Guyana, Venezuela. pp. 414–433. In Natera Mumaw, M., Esqueda González, L.F. & Castelaín Fernández, M. (eds). Atlas serpientes de Venezuela: una visión actual de su diversidad. Fundación Biogeos, Asociación Venezolana de Herpetologia, Fundación Ecológica sin Fronteras y Serpentario.com: Venezuela. 441 pp.

2016
- Esqueda, L.F., Lotzkat, S., Hertz, A., Natera, M., Valera L., J., La Marca, E., Rojas-Runjaic, F.J.M. & Rivero, R. 2016. Morphological variation and geographic distribution of Pseudogonatodes lunulatus (Roux, 1927) (Sauria, Sphaerodactylidae) in Venezuela. Saber 28(1): 18–29.